# Liste der Auszeichnungen der Schauspielerin Rani Mukerji

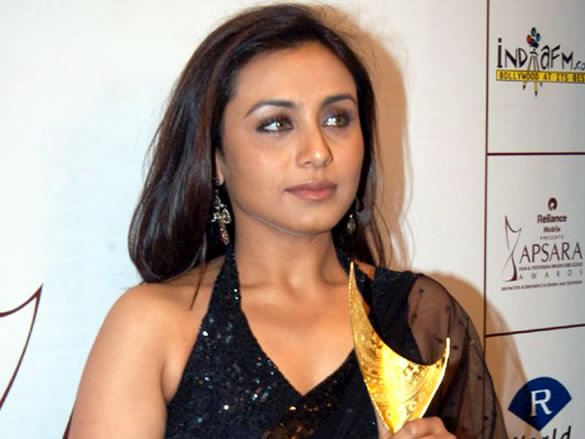
Rani Mukerji auf der Apsara Award Zeremonie 2005

Rani Mukerji ist eine indische Schauspielerin, die 1997 in dem Drama Raja Ki Aayegi Baraat debütierte. Sie gewann ihren ersten Preis 1998 auf dem Star Screen Award Event in der Kategorie Bestes Nachwuchstalent.

## Anandalok Puraskar Awards
Die Anandalok Puraskar Awards Zeremonie ist eine der bekanntesten Filmevents des bengalischen Kinos in Indien. Mukerji gewann fünf Auszeichnungen in der Hindikategorie.
| Jahr | Kategorie                            | Film                                          | Ergebnis |
| ---- | ------------------------------------ | --------------------------------------------- | -------- |
| 2003 | Beste Schauspielerin (Hindi)         | Saathiya – Sehnsucht nach dir                 | Gewonnen |
| 2005 | Beste Schauspielerin (Hindi)         | Hum Tum – Ich & du, verrückt vor Liebe        | Gewonnen |
| 2006 | Beste Schauspielerin (Hindi)         | Black                                         | Gewonnen |
| 2010 | Beste Schauspielerin (Kritikerpreis) | Mein Herz ruft nach Liebe – Dil Bole Hadippa! | Gewonnen |
| 2011 | Best Actress                         | No One Killed Jessica                         | Gewonnen |

## Bengal Film Journalists’ Association Awards
Bengal Film Journalists’ Association Awards wurde 1937 gegründet und Mukerji gewann zwei Auszeichnungen.
| Jahr | Kategorie                    | Film                          | Ergebnis |
| ---- | ---------------------------- | ----------------------------- | -------- |
| 2003 | Beste Schauspielerin (Hindi) | Saathiya – Sehnsucht nach dir | Gewonnen |
| 2006 | Beste Schauspielerin (Hindi) | Black                         | Gewonnen |

## BIG Star Entertainment Awards
BIG Star Entertainment Awards ist eine Zeremonie der Hindi-Filmindustrie. Mukerji gewann eine Auszeichnung von sieben Nominierungen.
| Jahr | Kategorie                                                | Film                  | Ergebnis  |
| ---- | -------------------------------------------------------- | --------------------- | --------- |
| 2010 | Filmschauspielerin des Jahrzehntes                       |                       | Nominiert |
| 2011 | Unterhaltsamste Schauspielerin                           | No One Killed Jessica | Nominiert |
| 2011 | Unterhaltsamste Schauspielerin in einer a Sozialen Rolle | No One Killed Jessica | Gewonnen  |
| 2013 | Unterhaltsamste Schauspielerin in einer Sozialen Rolle   | Bombay Talkies        | Nominiert |
| 2014 | Unterhaltsamste Schauspielerin                           | Mardaani              | Nominiert |
| 2014 | Unterhaltsamste Schauspielerin in einer Sozialen Rolle   | Mardaani              | Nominiert |
| 2014 | Unterhaltsamste Schauspielerin in einem Thriller         | Mardaani              | Nominiert |

## Bollywood Movie Awards
Bollywood Movie Awards ist eine jährliche Filmzeremonie gewesen, die in Long Island, New York zwischen 1999 und 2007 stattfand. Mukerji gewann drei Auszeichnungen von sechs Nominierungen.
| Jahr | Kategorie               | Film                                                     | Ergebnis  |
| ---- | ----------------------- | -------------------------------------------------------- | --------- |
| 2003 | Beste Schauspielerin    | Saathiya – Sehnsucht nach dir                            | Nominiert |
| 2003 | Kritikerpreis           | Saathiya – Sehnsucht nach dir                            | Gewonnen  |
| 2004 | Beste Schauspielerin    | Chalte Chalte – Wohin das Schicksal uns führt            | Nominiert |
| 2005 | Beste Schauspielerin    | Hum Tum – Ich & du, verrückt vor Liebe                   | Gewonnen  |
| 2005 | Beste Nebendarstellerin | Yuva                                                     | Gewonnen  |
| 2006 | Beste Schauspielerin    | Black                                                    | Nominiert |
| 2007 | Beste Schauspielerin    | Kabhi Alvida Naa Kehna – Bis dass das Glück uns scheidet | Nominiert |

## Filmfare Awards
Rani Mukerji gewann sieben Auszeichnungen von 15 Nominierungen. Mukerji ist die erste und einzige, die in den Kategorien Beste Schauspielerin und Beste Nebendarstellerin Auszeichnungen im selben Jahr (2005) entgegennahm. Sie ist zudem auch die erste und einzige Schauspielerin, die sowohl Filmfare Kritikerpreis Beste Schauspielerin und Filmfare Beste Schauspielerin im selben Jahr (2006) für denselben Film gewann.
| Jahr | Kategorie                            | Film                                                     | Ergebnis  |
| ---- | ------------------------------------ | -------------------------------------------------------- | --------- |
| 1999 | Beste Nebendarstellerin              | Kuch Kuch Hota Hai – Und ganz plötzlich ist es Liebe     | Gewonnen  |
| 2001 | Beste Nebendarstellerin              | Har Dil Jo Pyar Karega...                                | Nominiert |
| 2003 | Beste Schauspielerin                 | Saathiya – Sehnsucht nach dir                            | Nominiert |
| 2003 | Beste Schauspielerin (Kritikerpreis) | Saathiya – Sehnsucht nach dir                            | Gewonnen  |
| 2004 | Beste Schauspielerin                 | Chalte Chalte – Wohin das Schicksal uns führt            | Nominiert |
| 2005 | Beste Schauspielerin                 | Hum Tum – Ich & du, verrückt vor Liebe                   | Gewonnen  |
| 2005 | Beste Nebendarstellerin              | Yuva                                                     | Gewonnen  |
| 2005 | Beste Nebendarstellerin              | Veer und Zaara – Die Legende einer Liebe                 | Nominiert |
| 2006 | Beste Schauspielerin                 | Black                                                    | Gewonnen  |
| 2006 | Beste Schauspielerin                 | Bunty und Babli                                          | Nominiert |
| 2006 | Beste Schauspielerin (Kritikerpreis) | Black                                                    | Gewonnen  |
| 2007 | Beste Schauspielerin                 | Kabhi Alvida Naa Kehna – Bis dass das Glück uns scheidet | Nominiert |
| 2008 | Beste Schauspielerin                 | Laaga Chunari Mein Daag – Der Weg einer Frau             | Nominiert |
| 2008 | Beste Nebendarstellerin              | Saawariya                                                | Nominiert |
| 2012 | Beste Nebendarstellerin              | No One Killed Jessica                                    | Gewonnen  |
| 2013 | Beste Nebendarstellerin              | Talaash: The Answer Lies Within                          | Nominiert |
| 2015 | Beste Schauspielerin                 | Mardaani                                                 | Nominiert |

## Global Indian Film Awards
Die Global Indian Film Awards Zeremonie fand zwischen 2005 und 2007 statt. Mukerji gewann eine Auszeichnung von zwei Nominierungen.
| Jahr | Kategorie            | Film                                                     | Ergebnis  |
| ---- | -------------------- | -------------------------------------------------------- | --------- |
| 2005 | Beste Schauspielerin | Hum Tum – Ich & du, verrückt vor Liebe                   | Gewonnen  |
| 2007 | Beste Schauspielerin | Kabhi Alvida Naa Kehna – Bis dass das Glück uns scheidet | Nominiert |

## International Indian Film Academy Awards
Die International Indian Film Academy Awards honorieren jährlich artistische und technische Leistungen der Hindi-Filmindustrie. Mukerji gewann vier Preise von elf Nominierungen  und hält den Rekord für die Schauspielerin mit den meisten Preisen in der Kategorie beste Schauspielerin.
| Jahr | Kategorie                      | Film                                                     | Ergebnis  |
| ---- | ------------------------------ | -------------------------------------------------------- | --------- |
| 2003 | Beste Schauspielerin           | Saathiya – Sehnsucht nach dir                            | Nominiert |
| 2004 | Beste Schauspielerin           | Chalte Chalte – Wohin das Schicksal uns führt            | Nominiert |
| 2005 | Beste Schauspielerin           | Hum Tum – Ich & du, verrückt vor Liebe                   | Gewonnen  |
| 2005 | Beste Nebendarstellerin        | Veer und Zaara – Die Legende einer Liebe                 | Gewonnen  |
| 2005 | Beste Nebendarstellerin        | Yuva                                                     | Nominiert |
| 2006 | Beste Schauspielerin           | Black                                                    | Gewonnen  |
| 2006 | Beste Schauspielerin           | Bunty und Babli                                          | Nominiert |
| 2007 | Beste Schauspielerin           | Kabhi Alvida Naa Kehna – Bis dass das Glück uns scheidet | Gewonnen  |
| 2008 | Beste Nebendarstellerin        | Saawariya                                                | Nominiert |
| 2009 | Star des Jahrzehnts – Weiblich |                                                          | Nominiert |
| 2015 | Beste Schauspielerin           | Mardaani                                                 | Nominiert |

## Lycra MTV Style Awards
Lycra MTV Style Awards wird an die stilvollesten Persönlichkeiten in der Filmbranche verliehen. Mukerji wurde eine Auszeichnung verliehen.
| Jahr | Kategorie              | Film                                   | Ergebnis |
| ---- | ---------------------- | -------------------------------------- | -------- |
| 2005 | Stilvolleste in Filmen | Hum Tum – Ich & du, verrückt vor Liebe | Gewonnen |

## National Film Awards
National Film Awards ist die angesehenste Verleihungszeremonie in Indien. Es wurde 1954 gegründet. Die Preise händigt der Indiens President aus.
| Jahr | Nominierte Arbeit | Kategorie                                                      | Ergebnis |
| ---- | ----------------- | -------------------------------------------------------------- | -------- |
| 2015 | Mardaani          | Beste Repräsentantin für die Sicherheit von Frauen und Mädchen | Gewonnen |